# Буновска река
Буновска река е река в Южна България – Софийска област, общини Мирково и Златица, десен приток на Тополница. Дължината ѝ е 24 km.
Буновска река извира на 1375 m н.в. в местността „Кръговрат“ в Етрополска планина на 1 km югоизточно от връх Звездец (1655 m, най-северозападната точка на водосборния басейн на река Марица). До село Буново тече на юг в дълбока и залесена долина. След това навлиза в западната покрайнина на Златишко-Пирдопската котловина, като запазва южната си посока с лек уклон на югоизток и се влива отдясно в река Тополница на 480 m н.в., на 1 km северно от село Петрич, Община Златица.
Основни притоци: леви – Букитска река и Мирковска река; десни – Смолска река.
Реката е с дъждовно-снежно подхранване, като максимумът е в периода април-юни, а минимумът – юли-октомври.
По течението на реката има само едно населено място – село Буново в Община Мирково.
В долното течение, в Златишко-Пирдопската котловина водите на Буновска река се използват за напояване.
По долината на реката, в средното ѝ течение на протежение от 7 km, между Буново и Мирково преминава участък от Републикански път I-6 от Държавната пътна мрежа ГКПП Гюешево – София – Бургас, а в долното ѝ течение от село Бенковски до устието ѝ – участък от Републикански път III-6006.

## Топографска карта
- Лист от карта K-34-48. Мащаб: 1 : 100 000.
- Лист от карта K-34-60. Мащаб: 1 : 100 000.
- Лист от карта K-35-49. Мащаб: 1 : 100 000.